# Maurolicus amethystinopunctatus
Maurolicus amethystinopunctatus är en fiskart som beskrevs av Cocco, 1838. Maurolicus amethystinopunctatus ingår i släktet Maurolicus och familjen pärlemorfiskar. Inga underarter finns listade i Catalogue of Life.